# Carnotaurus
Carnotaurus ("bik-mesožder", lat. carne = meso + grč. tauros = bik) je vrsta dinosaura mesoždera iz reda Theropoda. Dobio je naziv po trouglastim rogovima iznad očiju koji podsjećaju na rogove bika.
Nastanjivao je suhe ravnice, a možda i pustinje sadašnje Patagonije prije 70 milijuna godina.
Otkrio ga je José F. Bonaparte, koji je također otkrio mnoge druge južnoameričke dinosaure.

## Opis
Carnotaurus je bio tipični teropod iz perioda kasne krede. Bio je dug oko 7,5 metara i težio je između 1,6 i 2,9 tona. Tijelo mu je bilo lake građe i pokriveno krljuštima i kvrgama. Noge su mu bile duge, vitke i snažne. Ruke su bile nevjerojatno malene i s četiri kratka prsta, ali su samo dva središnja zapravo imala kosti prstiju. Uopće nije ni imao pandže na prstima i oni su bili spojeni i nepokretni. Rep mu je bio dug, debeo i pokretljiv. 
Također ga karakterizira neobično dug vrat (u odnosu na druge abelisauride) i njegova malena glava s raljama kockastog oblika.
Oči su mu bile okrenute prema naprijed, pa je vjerojatno imao binokularni vid. Također je neobično što, u odnosu na ostatak lubanje, ima vrlo tanku donju čeljust. Do sada nitko nije otkrio kako bi ovo moglo da se odražava na ishranu Carnotaurusa.
Na glavi je imao par vrlo neobičnih koštanih kvrga, iznad očiju. Znanstvenici nisu sigurni čemu su one služile jer su bile prekratke za ubijanje i u najboljem slučaju je Carnotaurus mogao njima samo udariti plijen. Možda su ih mužjaci koristili za privlačenje partnera i tjeranje suparnika.

## U popularnoj kulturi
Carnotaurus je nekoliko puta prikazivan u filmovima, a najpoznatiji je slučaj u Disneyjevom klasiku filmu Dinosaur. Međutim, tu su dva Carnotaurusa, koja progone krdo dinosaura biljoždera, prikazani slične veličine kao tiranosaur. Inače su bili manji od Iguanodona, glavnog lika iz filma.

## Drugi projekti
|  | Zajednički poslužitelj ima još gradiva o temi Carnotaurus |
|  | Wikivrste imaju podatke o taksonu Carnotaurusu            |